# 2016年金馬奇幻影展
2016年金馬奇幻影展是在2015年4月8日至4月17日，於臺灣的台北舉辦。

## 簡介
參展影片如下：
- 沙恩·布莱克《吻兩下打兩槍》
- 雅克·范·多梅爾《死期大公開》
- 格里莫·哈科森納《羊男的冰島冒險》
- 侯孝賢《尼羅河女兒》
- 艾利克斯·德·拉·伊格萊希亞《電視台殺很大》

K歌場如下：
- 吉姆·沙曼《洛基恐怖秀》
- 克里斯·巴克、珍妮佛·李《冰雪奇緣》

午夜尬車場如下：
- 喬治·米勒《迷霧追魂手》
- 喬治·米勒《衝鋒飛車隊》
- 喬治·米勒《衝鋒飛車隊續集》

神祕場如下：
- 歐文·哈里斯《星光殺機》
- 杰夫·尼科尔斯《通天眼》

## 外部連結
- 金馬奇幻影展（页面存档备份，存于）